# Embraer R-99
Embraer R-99 i P-99 su vojne inačice regionalnog putničkog zrakoplova ERJ 145 koje proizvodi brazilska avio industrija Embraer. Zrakoplovi iz serije R-99 su opremljeni s Rolls-Royce AE 3007 turbofen motorima koji mogu stvoriti 20% više potiska od civilnih modela. Ovaj zrakoplov je prvi puta poletio 1999. a iste godine je i predstavljen javnosti.

## Inačice
- R-99A je AWACS (eng. Airborne Warning And Control System) zrakoplov što bi značilo da avion predstavlja leteći centar za rano otkrivanje protivničkih letjelica i kontrolu zračnog prostora. Opremljen je Erieye zračnim radarom kojeg proizvodi švedski Saab Microwave Systems (bivši Ericsson Microwave Systems). Brazilske zračne snage tvrde da ovaj model ima 95% istih sposobnosti u odnosu na veće AWACS zrakoplove koje koriste ratna zrakoplovstva drugih zemalja.
- R-99B je model namijenjen daljinskom istraživanju. Koristi multi-spektralni skener te radar koji je kombinacija elektro-optičkih i FLIR sustava. Avion može primati obavještajne signale te ima C3I sposobnosti.
- P-99 je inačica R-99 namijenjena pomorskoj ophodnji. Zrakoplov s modelom R-99B dijeli ista senzorska sučelja ali su većinom vidljiva te nema multi-spektralni skener te bočni radar. Zadržane su C3I i ELINT mogućnosti koje ima R-99B. Također, P-99 ispod krila ima četiri montažne točke na koje se mogu postaviti različita torpeda i/ili protubrodski projektili. Meksiko je trenutno jedini korisnik ove inačice.

## Korisnici
- Brazil: brazilske zračne snage koriste pet R-99A i tri R-99B. Modeli R-99A i R-99B su smješteni u zračnoj bazi Anapolis. Koriste se na području Amazone.
- Grčka: grčke zračne snage imaju četiri R-99A koji u Grčkoj nose oznaku Erieye EMB-145H AEW&C.[2] Tijekom rata u Libiji, grčki R-99 su vršili AWACS zadaću s ciljem provedbe zone zabrane leta.[3]
- Meksiko: meksičke zračne snage koriste jedan R-99A te dva P-99 čime su trenutno jedini korisnik inačice P-99.
- Indija: tri EMB-145SA su opremljeni s AESA radarom, podatkovnim linkovima te IFF, RWR i MWR.

## Tehničke karakteristike
Osnovne karakteristike
- posada: 3 (pilot, kopilot i inženjer leta)
- kapacitet: 44 putnika
- dužina: 28,45 m
- raspon krila: 20,04 m
- površina krila: 51,2 m²
- visina: 6,76 m

Letne karakteristike
- najveća brzina: 0.78 Macha (834 km/h, 518 mph)
- dolet: 3.019 km (sa dodatnim spremnicima)
- brzina penjanja: oko 780 m/min. (oko 2.560 stopa/min.)
- najveća visina leta: 11.278 m
- specifično opterećenje krila: 334 kg/m²
- motor: 2× Rolls-Royce AE 3007A turbofen motor

Naoružanje
- naoružanje:
- četiri montažne točke na koje se mogu postaviti razna torpeda i/ili protu-brodski projektili
- defanzivne mjere: